# Allobates subfolionidificans
Allobates subfolionidificans е вид земноводно от семейство Aromobatidae. Видът е световно застрашен, със статут Уязвим.

## Разпространение
Разпространен е в Бразилия (Акри).

## Описание
Популацията на вида е стабилна.